# Анна полугорная
А́нна полуго́рная (лат. Anna submontana) — типовой вид рода Анна семейства Геснериевые (лат. Геснериевые). Полукустарник.

## Ботаническое описание
Многолетние полукустарники. Стебель с междоузлиями от 1 до 15 см длиной. Листья черешковые, на верхушке острые, почти цельнокрайные, пластинка слегка асимметричная, от эллиптической до широкояйцевидной формы, на адаксиальной стороне опушённые по жилкам.
Цветонос голый. Прицветники листоподобные, красного цвета. Соцветия цимозные пазушные, малоцветковые, поникающие.
Чашечка красного цвета, чашелистики свободные, равные, узкие, закруглённые, опушены редкими железистыми волосками. Венчик белый до розового, 3-4 см в диаметре, голый, с двугубым отгибом; адаксиальная губа 2-лопастная и короче абаксиальной 3-лопастной, длина которой около 1 см; лопасти отгиба округлые.
тычинок 4; прикреплены попарно, короткие к адаксиальной, а более длинная пара, около 0,9-1-3 см, к абаксиальной стороне трубки венчика; имеются стаминодии около 2 мм длиной. Пестик около 1,5 см длиной, редко-опушённый в верхней части. Плод коробочка, длиной около 6—7 см. Семена с придатком 0,2 мм длиной. Цветение наступает с июня по октябрь, созревание плодов — октябрь-февраль.

## Ареал и местообитание
Китай: Юньнань, Гуанси; Северный Вьетнам. Растет на известняковых скалах или в тенистых местах в лесах, на высоте 900—1700 м над уровнем моря.

## Хозяйственное значение и применение
Выращивается как декоративное растение.